# Rivière Granville
Pour les articles homonymes, voir Granville (homonymie).
La rivière Granville est un affluent du lac Opasatica, coulant dans le territoire de la ville de Rouyn-Noranda, dans la région administrative de l’Abitibi-Témiscamingue, au Québec, au Canada.
La rivière Granville coule entièrement en territoire forestier. La foresterie constitue la principale activité économique de ce bassin versant ; les activités récréotouristiques, en second.
Annuellement, la surface de la rivière est habituellement gelée de la mi-novembre à la mi-avril, toutefois la circulation sécuritaire sur la glace se fait généralement de la mi-décembre à la fin mars.

## Géographie
La rivière Granville prend sa source à l’embouchure du lac Montalais (longueur : 2,0 km ; largeur : 0,6 km ; altitude : 296 m) dans le territoire de la ville de Rouyn-Noranda.
Les principaux bassins versants voisins de la rivière Granville sont :
- côté nord : lac Opasatica, lac Dasserat, lac Arnoux, rivière Arnoux, rivière Kanasuta ;
- côté est : lac Opasatica, rivière Solitaire ;
- côté sud : lac Montalais, crique Amoeba, lac Opasatica, rivière Laberge ;
- côté ouest : lac Dufay, rivière Dufay, lac Hébert, lac Drapeau.

À partir de l’embouchure du lac Montalais (situé au nord du lac), la rivière Granville coule sur 7,4 km, selon les segments suivants :
- 2,7 km vers le nord en traversant le lac Granville (longueur : 2,6 km ; largeur : 0,8 km ; altitude : 296 m) jusqu’à son embouchure situé au nord du lac ;
- 4,7 km vers le nord, jusqu’à son embouchure[2].

La rivière Granville se décharge au fond de la baie Lamy laquelle constitue une extension de 3,5 km vers le sud-ouest du lac Opasatica. La baie Lamy est délimité au nord par la presqu’île qui se termine par un crochet s’avançant sur 1,8 km vers le sud.
À partir de l’embouchure de la rivière Granville, le courant traverse sur 30,7 km le lac Opasatica, d’abord vers le nord-est, puis vers le sud et vers l'est en traversant la baie Solitaire. À l’embouchure du lac Opasatica, le courant prend le cours de la rivière Solitaire vers l’est, jusqu’à la rive est du lac Rémigny. De là, le courant traverse le lac Rémigny vers le sud jusqu’à emprunter le cours de la rivière Barrière laquelle se déverse dans la baie Barrière qui constitue une extension vers le nord de la rivière des Outaouais.
L’embouchure de la rivière Granville est localisée à :
- 20,6 km au nord-ouest de l’embouchure du lac Opasatica ;
- 25,1 km au nord-ouest de l’embouchure du lac Rémigny ;
- 39,3 km au sud-est de l’embouchure du Lac Abitibi ;
- 10,2 km à l'est de la frontière de l’Ontario ;
- 61,4 km au nord-ouest de l’embouchure du lac des Quinze (barrage des Quinze) ;
- 31,3 km au sud-est du centre-ville de Rouyn-Noranda.

## Toponymie
L'hydronyme rivière Grandville est indiqué sur une carte de 1929.
Le toponyme rivière Granville a été officialisé le 5 décembre 1968 à la Commission de toponymie du Québec, soit lors de la création de cette commission.